# 参天台五台山記
『参天台五臺山記』（さんてんだいごだいさんき）は、平安時代後期の僧・成尋が著した北宋時代の中国大陸旅行記。全8巻。
円仁『入唐求法巡礼行記』（約230年前の平安初期）と並び、北宋における仏教の事情を知る上で重要な資料である。

## 内容

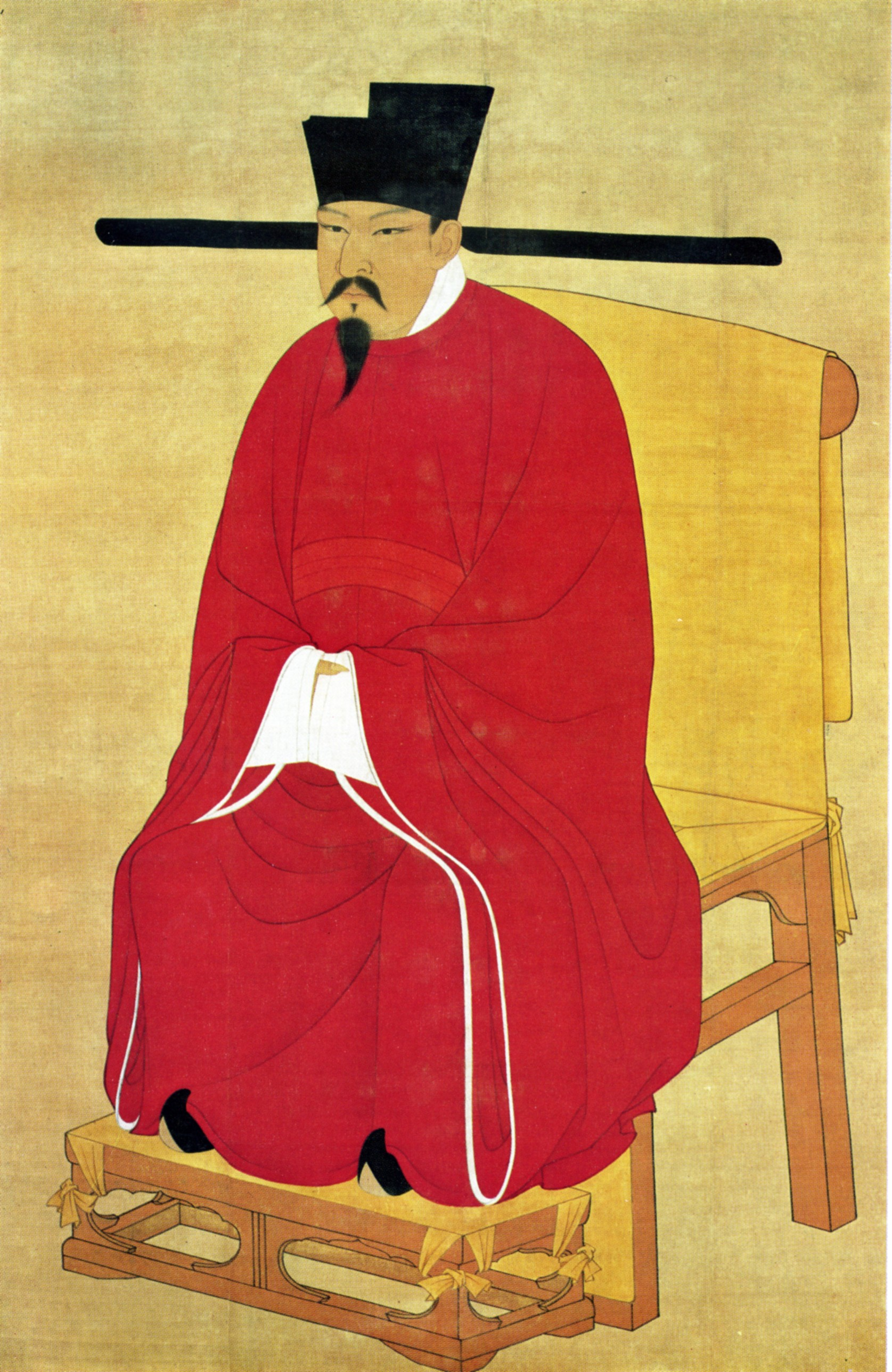
宋の神宗

- 1072年（延久4年）記録開始。
- 日本出発。
- 天台山、五台山を参拝。
- 宋の神宗に謁見。など。